# Friedrich Scharf
Friedrich Joachim Ludwig Christian Scharf (* 25. August 1897 in Penzin; † 31. Dezember 1974 in Kempen) war ein deutscher Jurist, Politiker (NSDAP) und SS-Oberführer. In der Zeit des Nationalsozialismus war er Ministerpräsident von Mecklenburg.

## Biografie
Friedrich Scharf wurde als Sohn des Erbpächters und Gehöftserben Peter Scharf (* 1860) und dessen Frau Sophia (* 1867) geboren. Nach dem Abitur 1917 am Realgymnasium in Bützow diente er als Soldat am Ersten Weltkrieg und wurde von April 1917 bis November 1918 im Verband des Marinekorps Flandern an der Westfront eingesetzt. Im Rang eines Obermatrosen erhielt er das Eiserne Kreuz II. Klasse und das Flandernkreuz. Nach dem Krieg begann er ein Studium der Rechts- und Staatswissenschaften an der Universität Kiel und ab dem Wintersemester 1919 in Rostock, das er 1922 mit dem Referendarexamen beendete. Während des Studiums schloss er sich 1920 der Burschenschaft Redaria Rostock an. Seine Promotion zum Dr. jur. erfolgte 1924 an der Universität Rostock (Dissertationsarbeit: Das Nachvermächtnis nach dem Recht des Bürgerlichen Gesetzbuches). Im Februar 1926 legte er seine zweite juristische Staatsprüfung ab und war danach als Gerichtsassessor in Rostock, Güstrow und Warin tätig.
Nach dem Zweiten Weltkrieg war er zunächst ab Juli 1945 als kaufmännischer Angestellter in Krefeld tätig. Von 1952 bis 1968 arbeitete er dort als Rechtsanwalt.
Friedrich Scharf war mit Clara, geb. Finck (1903–1992) verheiratet. Aus der Ehe ging ein Kind hervor.

## Politik
Scharf stand schon während seines Studiums der Deutschnationalen Volkspartei nahe, für die er bis 1931 politisch aktiv war. Im Juni 1926 wurde er zum Bürgermeister von Teterow gewählt. Dieses Amt und das Stadtrichteramt übte er bis März 1932 aus. Am 1. Dezember 1931 wechselte er zur NSDAP (Mitgliedsnummer 851.780). Im April 1932 trat er als nationalsozialistischer Kandidat bei der Amtshauptleutewahl im Amt Güstrow an. Die NSDAP gewann die Wahl, und Friedrich Scharf wurde Amtshauptmann. Am 13. Juli 1932 wurde er als Innen-, Justiz- und Unterrichtsminister in die von Ministerpräsident Walter Granzow geführte Regierung des Freistaates Mecklenburg-Schwerin gewählt. Im selben Monat übernahm er auch den Posten des stellvertretenden Bevollmächtigten für Mecklenburg-Schwerin im Reichsrat. Anfang 1933 wurde Scharf zudem zum Gauamtsleiter für Staats- und Kommunalverwaltung ernannt. Am 5. Juli 1933 übernahm er dann statt des Unterrichtsministeriums die Leitung des Finanzministeriums. Ab dem 10. August 1933 gehörte er auch der von Ministerpräsident Hans Egon Engell geleiteten Folgeregierung an und war ebenfalls Minister für Inneres, Justiz und Finanzen. Nach der Vereinigung der Freistaaten Mecklenburg-Schwerin und Mecklenburg-Strelitz zum Land Mecklenburg am 1. Januar 1934 blieb er Mitglied des Kabinetts.
Scharf wurde am 25. Oktober 1934 von Reichsstatthalter Friedrich Hildebrandt mit der Führung der Regierungsgeschäfte beauftragt, nachdem Engell in Ungnade gefallen war, und zum Ministerpräsidenten des Landes Mecklenburg ernannt. Er übernahm dabei alle Ministerposten im „Mecklenburgischen Staatsministerium“. Seit Oktober 1943 führte Scharf die Bezeichnung Der Mecklenburgische Staatsminister, an Stelle der bisherigen Ministerien traten nunmehr zehn Fachabteilungen.
Am 12. September 1937 trat Scharf im Rang eines SS-Standartenführers in die SS ein (Nr. 284.123) und wurde dem Stab des SS-Abschnitts XXXIII in Schwerin zugeteilt. Eine frühere Aufnahme in die SS war am Widerstand von Gauleiter und SS-Gruppenführer Hildebrandt gescheitert, der sich dann aber einer Anordnung des Reichsführer SS beugen musste. Die Beförderung zum SS-Oberführer erhielt Scharf am 20. April 1939.
Neben seinen ministeriellen Aufgaben übernahm Scharf auch Funktionen in Unternehmen und Gesellschaften. So war er von 1938 bis 1943 Aufsichtsratsvorsitzender der Mecklenburgischen Heimstätten GmbH. 1939 wurde er Vorsitzender des Aufsichtsrats der gemeinnützigen Mecklenburgischen Landgesellschaft GmbH. Im Juli 1941 übernahm Friedrich Scharf außerdem den Vorsitz des Aufsichtsrats der neu gegründeten Wismarer Hansewerft.
Zum stellvertretenden Reichsverteidigungskommissar für den Reichsverteidigungsbezirk Mecklenburg wurde Scharf im März 1943 ernannt.
Im Gegensatz zur gängigen Lesart, die besagt, dass Friedrich Scharf am 2. Mai 1945 von Soldaten der 8. US-Infanterie-Division verhaftet und im Gerichtsgefängnis Schwerin interniert wurde, um am 22. Mai an die britische Militärpolizei übergeben zu werden – eine Darstellung, die nicht zuletzt auf den Pfarrer Bernhard Schräder aus Schwerin zurückzuführen ist – trat Scharf jedoch diesen Transport nicht an. Möglicherweise handelte es sich um eine Vorsichtsmaßnahme der Briten, die bei einem so prominenten Gefangenen kein Risiko eingehen wollten. Scharf befand sich am 6. Juni weiterhin im "Schwerin Civil Jail".
Am 27. Juni legte er den britischen Militärbehörden in Schwerin ein ärztliches Attest über eine „Koronare Herzkrankheit mit Anfällen von Angina pectoris“ vor. Daraufhin wurde er, wie beantragt, aus der Haft entlassen, um eine spezialisierte Klinik aufsuchen zu können. Am 29. Juni ließ sich Scharf von der Stadt Schwerin einen Identitätsnachweis ausstellen.
Im Juli 1945 nahm Scharf eine Anstellung als kaufmännischer Angestellter in Krefeld an. Im Jahr 1948 unterzog er sich in Düsseldorf dem Entnazifizierungsverfahren, das ihn als „unbelastet“ einstufte. Ab 1952 wurde er wieder als Rechtsanwalt zugelassen und übte dieses Amt bis 1968 in Krefeld aus. Er verstarb 1974 im Alter von 77 Jahren in Kempen bei Viersen.